# Touchdown Hills
Die Touchdown Hills sind bis zu 500 m hohe und verschneite Hügel im Prinzregent-Luitpold-Land des ostantarktischen Coatsland. Sie ragen südlich der Vahselbucht auf.
Die Benennung erfolgte 1957 durch Teilnehmer der Commonwealth Trans-Antarctic Expedition (1955–1958). Namensgebend war das unbeabsichtigte Aufsetzen des Fahrwerks einer mit Skiern ausgerüsteten Twin Otter, nachdem der Pilot die Hügel irrtümlich für eine Wolkenformation gehalten hatte.